# یواس‌ان‌اس لیروی گرومن (تی-ای‌او-۱۹۵)
یواس‌ان‌اس لیروی گرومن (تی-ای‌او-۱۹۵) (به انگلیسی: USNS Leroy Grumman (T-AO-195)) یک کشتی است که طول آن ۶۷۷ فوت (۲۰۶ متر) می‌باشد. این کشتی در سال ۱۹۸۸ ساخته شد.